# Нюрнбергский процесс по делу Круппа
Нюрнбергский процесс по делу Альфрида Круппа (официально — «Соединенные Штаты Америки против Альфрида Круппа и др.») — десятый из двенадцати судебных процессов по военным преступлениям, которые американские власти провели в своей зоне оккупации в Нюрнберге после окончания Второй мировой войны.
Эти двенадцать судебных процессов были осуществлены американскими военными судами, а не Международным военным трибуналом, но осуществлялись в тех же комнатах во Дворце юстиции. Двенадцать американских судебных процессов все вместе известны как «Последующие Нюрнбергские процессы», или, более формально, как «Судебные процессы над военными преступниками, проводившиеся Нюрнбергскими военными трибуналами». Процесс по делу Альфрида Круппа был третьим из трех судебных процессов против немецких промышленников; двумя другими были процесс Фридриха Флика и процесс IG Farben.
Во время процесса 12 бывших директоров концерна Круппа обвинялись в осуществлении поставок вооружения немецким военным, таким образом, активно участвуя в подготовке нацистов к агрессивной войне, а также в том, что использовали рабский труд в своих компаниях. Главными обвиняемыми были Альфрид Крупп фон Болен унд Гальбах, генеральный директор концерна «Friedrich Krupp AG» с 1943 года, и его отец Густав Крупп, который, в свою очередь, был ответчиком в основном Нюрнбергском процессе (где он был признан не подлежащим судебному преследованию по медицинским показаниям).
Судьями в этом процессе были: являвшиеся ранее участниками военного трибунала III-A[неизвестный термин] Ху С. Андерсон (председательствующий судья), президент апелляционного суда штата Теннесси; Эдвард Дж. Дейли из Коннектикута; Уильям Дж. Уилкинс из Сиэтла, штат Вашингтон. Главным обвинителем был Телфорд Тейлор; главным советником был Х. Рассел Тайер; Бенджамин Б. Ференц участвовал в качестве специального советника.
Обвинительное заключение было оглашено 17 ноября 1947; судебный процесс длился с 8 декабря 1947 года до 31 июля 1948 года. Один из обвиняемых (Пфирш) был оправдан, остальные получили сроки тюремного заключения от 3 до 12 лет, а главный обвиняемый — Альфрид Крупп — также подвергся конфискации имущества.
Предприятия Круппа действительно процветали при нацистском режиме: по самым скромным оценкам, на них работало почти 100 000 человек в рамках программы принудительного труда, 23 000 человек из которых были военнопленными.

## Обвинение
1. Преступления против мира посредством участия в планировании и ведении агрессивных войн и войн, нарушающих международные договоры;
2. Преступления против человечности посредством участия в разграблении, опустошении и эксплуатации оккупированных стран;
3. Преступления против человечности посредством участия в убийствах, истреблении, порабощении, ссылках, тюремных заключениях, пытках, и использовании для рабского труда гражданских лиц, которые оказались под немецким контролем, германских граждан, и военнопленных;
4. Участие в общем плане или заговоре с целью совершения преступлений против мира.

Всем подсудимым были предъявлены обвинения по пунктам 1, 3, и 4; по пункту 2 был предъявлен всем, кроме подсудимых Леманна и Купке. Пункты 1 и 4 были вскоре исключены из-за отсутствия доказательств.

## Список обвиняемых
| ФИО                            | Должность                                                                         | Приговор |
| ------------------------------ | --------------------------------------------------------------------------------- | --- |
| Альфрид Крупп                  | владелец и руководитель концерна                                                  | 12 лет тюремного заключения, а также конфискация имущества; помилован спустя 3 года, конфискованная собственность ему была возвращена. Умер в 1967 |
| Эвальд Оскар Людвиг Лёзер      | финансовый директор                                                               | 7 лет тюремного заключения; освобождён в 1955; умер 23 декабря 1970                                                                                |
| Эдуард Худремонт               | директор, руководитель сталелитейных заводов                                      | 10 лет тюремного заключения. Умер в 1958 |
| Эрих Мюллер                    | директор, руководитель производства вооружений                                    | 12 лет тюремного заключения. Умер в 1963 |
| Фридрих Вильгельм Янсен        | финансовый директор, преемник Э. Лёзера                                           | 10 лет тюремного заключения. Умер в 1956 |
| Карл Генрих Пфирш              | руководитель отдела продаж                                                        | Оправдан и освобожден. Умер в 1967 |
| Макс Отто Ин                   | кадры и разведка, заместитель Э. Лёзера и Ф. Янсена                               | 9 лет тюремного заключения. Умер в 1983 |
| Карл Адольф Фердинанд Эберхард | руководитель отдела продаж, преемник Г.Пфирша                                     | 9 лет тюремного заключения |
| Генрих Лео Коршан              | заместитель руководителя сталелитейных заводов                                    | 6 лет тюремного заключения. Умер в 1973 |
| Фридрих фон Бюлов              | контрразведка, связи с общественностью и руководитель полиции завода (Werkschutz) | 12 лет тюремного заключения. Умер в 1984 |
| Вернер Вильгельм Генрих Леманн | кадры, заместитель М. Ина                                                         | 6 лет тюремного заключения |
| Ганс Альберт Густав Купке      | руководитель трудовых лагерей                                                     | 2 года и 10 месяцев тюремного заключения |